# اچ‌ام‌اس گروو (ال۷۷)
اچ‌ام‌اس گروو (ال۷۷) (به انگلیسی: HMS Grove (L77)) یک زیردریایی بود که طول آن ۲۷۹ فوت ۱۰ اینچ (۸۵٫۲۹ متر) بود. این زیردریایی در سال ۱۹۴۱ ساخته شد.